# Flachau
Flachau è un comune austriaco di 2 802 abitanti nel distretto di Sankt Johann im Pongau, nel Salisburghese. Stazione sciistica specializzata nello sci alpino, ha ospitato tra l'altro i Mondiali juniores 2007 e numerose tappe di Coppa del Mondo.

## Monumenti e luoghi d'interesse
- Castello di Höch, nell'omonima località comunale.